# Sommer-Universiade 2017/Teilnehmer (San Marino)
| Gelbes Symbol für Goldmedaillen mit stilisierten Olympischen Ringen | Graues Symbol für Silbermedaillen mit stilisierten Olympischen Ringen | Braundes Symbol für Bronzemedaillen mit stilisierten Olympischen Ringen |
| ------------------------------------------------------------------- | --------------------------------------------------------------------- | ----------------------------------------------------------------------- |
| —                                                                   | —                                                                     | —                                                                       |

Von San Marino wurden zwei Sportler zur Sommer-Universiade 2017 entsandt.

## Ergebnisse

### Taekwondo
Michele Ceccaroni, Luca Ghiotti